# Tulun
Tulun (rusky Тулун) je město v Irkutské oblasti v Ruské federaci. Při sčítání lidu v roce 2010 měl přes čtyřiačtyřicet tisíc obyvatel.

## Poloha a doprava
Tulun leží na řece Iji (jejíž ústí do Oky je dnes pod hladinou Bratské přehradní nádrže) v rovině severně od Východního Sajanu.
Přes Tulun prochází Transsibiřská magistrála, jejíž zdejší nádraží je na 4795. kilometru od Moskvy, a dálnice R255 „Sibiř“ z Novosibirsku do Irkutska. Také odtud vede dálnice 419 do Bratska.

## Dějiny
Tulun vznikl v 18. století a jeho jméno má původ v jakutštině. Městem je od roku 1927.

### Rodáci
- Nikolaj Vladimirovič Kurjanovič (*1966), ruský politik